# Frontul Românesc (partid)

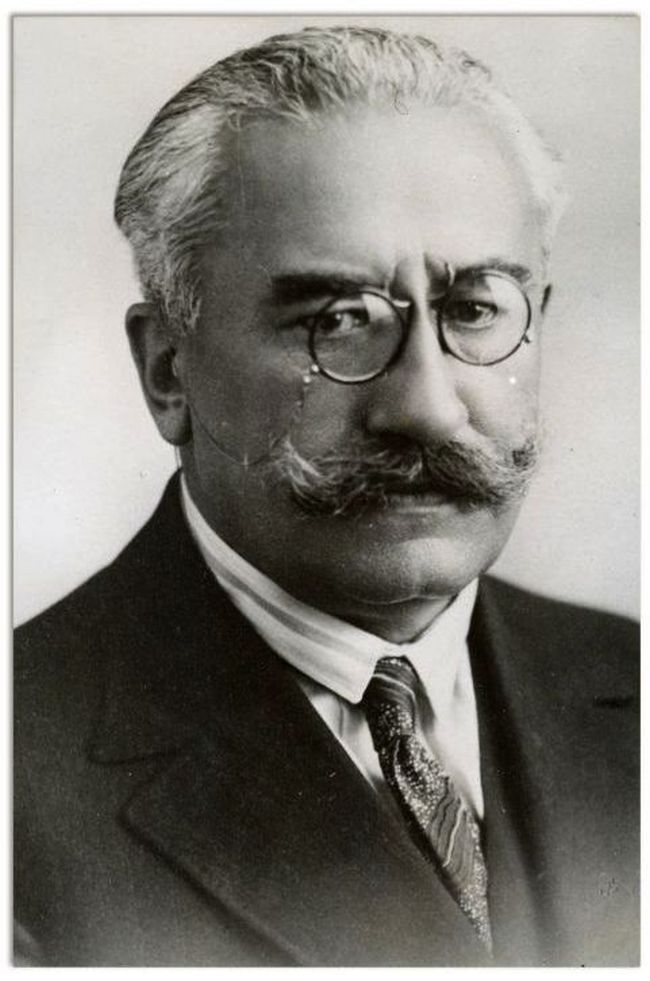
Alexandru Vaida-Voievod

Frontul Românesc a fost un partid politic fondat la 25 februarie 1935 din inițiativa fostului lider al Partidul Național-Țărănesc, Alexandru Vaida-Voievod. Partidul a fost de orientare "moderat-fascistă".
Formațiunea s-a creat prin desprinderea de Partidul Național-Țărănesc a unui grup de politicieni conduși de Alexandru Vaida-Voievod, care fusese președinte al acestui partid și îl reprezentase de trei ori ca președinte al Consiliului de Miniștri. Partidul era organizat pe baze ierarhice clare, conducătorii acestuia fiind confirmați de președinte, în fața căruia răspundeau.
Frontul Românesc se pronunța pentru tratarea cu prioritate a elementului românesc în economie, societate și politică, prin introducerea așa-numitului principiu numerus valachicus, conform căruia fiecare întreprindere și instituție trebuia să aibă în componența ei un număr de români egal cu ponderea acestora în populația țării, respectiv 71,9%, conform recensământului din 1930. Neacceptarea de către conducerea PNȚ a acestei idei a și fost cauza imediată a părăsirii partidului de către Vaida-Voievod. 
Partidul a încercat să facă o alianță cu Partidul Național Creștin al lui Octavian Goga. Tentativa a eșuat, deoarece, în afară de numerus valachicus', partidul nu mai propunea alte măsuri antisemite, fiind considerat prea moderat de către național-creștini. Vaida era de asemenea sceptic în privința germanofiliei național-creștinilor.
Partidul și-a încetat activitatea la 30 martie 1938, odată cu dizolvarea partidelor politice după instalarea dictaturii carliste.

## Membri marcanti
- Christache Teodoru, Deputat de Covurlui Partidul Național-Țărănesc  din Iulie 1932 pâna în Noiembrie 1933. S-a retras din Partidul Național-Țărănesc, urmându-l pe dl. Alexandru Vaida-Voievod care a înființat organizația de lupta națională Frontul Românesc